# ジョセフ・オブライエン
ジョセフ・オブライエン（Joseph Patrick O'Brien、1993年5月23日 - ）はアイルランドの元騎手であり、現在は調教師。父は世界的調教師のエイダン・オブライエン。弟は元騎手のドナカ・オブライエン。
騎手としては極めて珍しい180cmを超える高身長の持ち主で、父の厩舎の主戦として若くして数々の大レースを制するも、減量苦によって22歳で調教師に転身している。

## 騎手時代

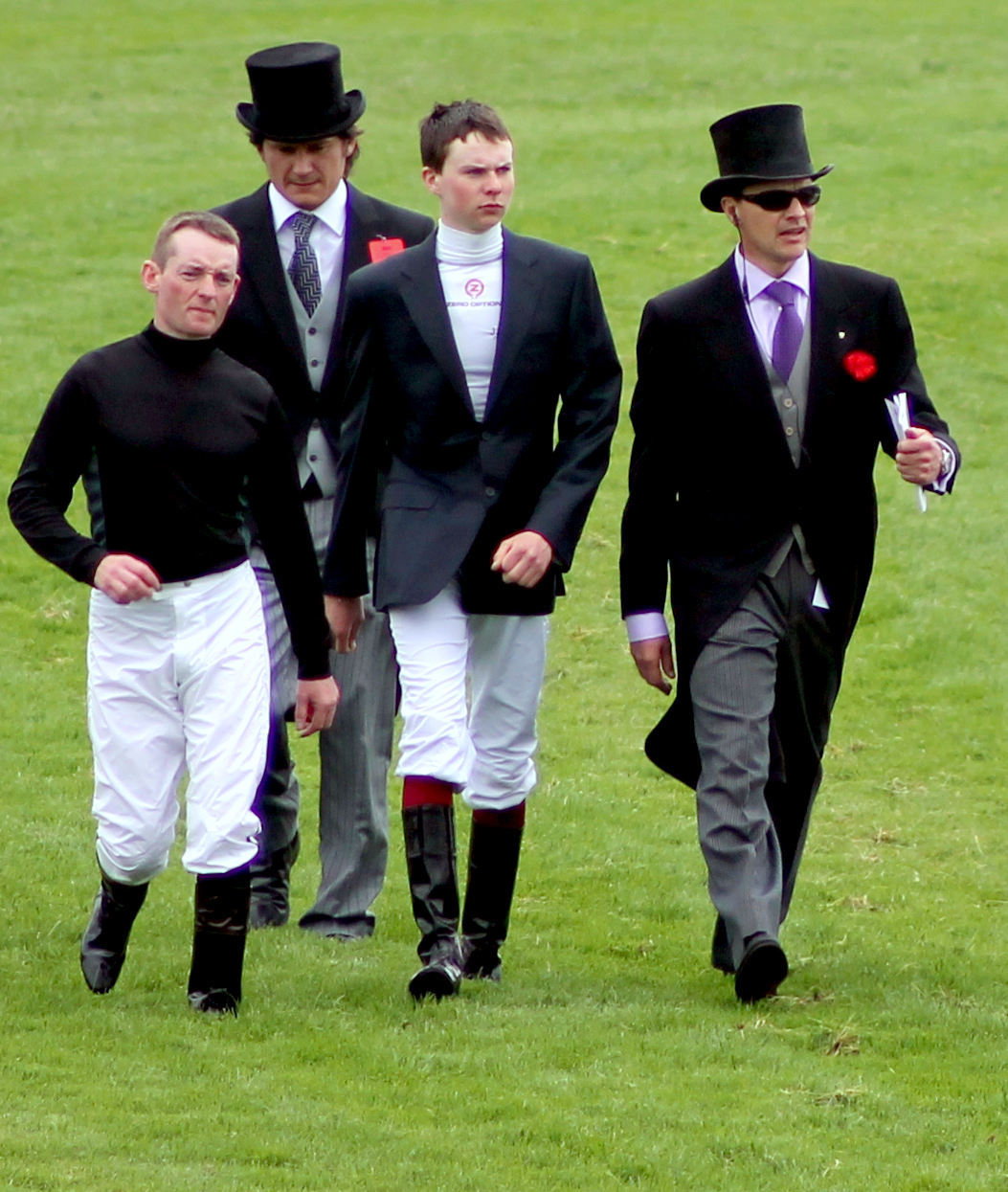
父エイダン・オブライエン（右）と本人（中央右）（2012年ダービーステークス）

2009年に16歳で騎手デビューし、翌2010年にはアイルランドの見習い騎手チャンピオンの座に輝く。2011年にはロデリックオコナー（Roderic O'Connor）でアイリッシュ2000ギニーを制し、クラシック初制覇。同レースは2013年まで3連覇を達成している。
2012年にはキャメロットとのコンビで英2000ギニーと英ダービーを制覇し、ニジンスキー以来となるイギリスクラシック三冠が期待されたがセントレジャーでは惜しくも2着に敗れた。同年はアイルランドでリーディングジョッキーとなり、翌2013年にはマイケル・キネーンが保持していた従来の記録を更新する126勝を記録して2年連続のアイルランドリーディングに輝いている。2014年にはオーストラリアで自身2度目の英ダービー制覇を果たした。
しかし、2015年のシーズンは長身騎手の宿命である減量苦により、騎乗数が減少。一方で調教師転身の準備を進め、10月には障害競走の調教師免許を取得した。 2016年3月、22歳の若さで騎手を引退して調教師業に専念することが発表された。

## 調教師時代
2016年4月に平地の調教師免許を取得し、約70頭の管理馬とともに調教師としてのスタートを切った。
2018年には自身が主戦を務めたキャメロット産駒の初年度産駒ラトローブ（Latrobe）で調教師として初めてアイリッシュダービーを制覇した（鞍上は弟のドナカ・オブライエン）。キャメロットにとってはこの勝利が産駒初のGIタイトルであった。
2019年11月2日、管理馬のイリデッサでブリーダーズカップ・フィリー&メアターフを制覇。騎手時代の2011年にセントニコラスアビーでブリーダーズカップ・ターフを制しており、フレディ・ヘッドに次いで史上2人目の騎手・調教師でのブリーダーズカップ制覇を達成した。

## 成績

### 騎手時代

#### 主な勝ち鞍
- 2011年
  - レーシングポストトロフィー（Camerot）
  - アイリッシュ2000ギニー（Roderic O'Connor）
  - モイグレアスタッドステークス（Maybe）
  - ブリーダーズカップ・ターフ（St Nicholas Abbey）

- 2012年
  - 英2000ギニー（Camerot）
  - 英ダービー（Camerot）
  - プリンスオブウェールズステークス（So You Think）
  - コロネーションカップ（St Nicholas Abbey）
  - レーシングポストトロフィー（Kingsbarns）
  - クイーンエリザベス2世ステークス（Excelebration）
  - アイリッシュ2000ギニー（Power）
  - アイリッシュダービー（Camerot）
  - タタソールズゴールドカップ（So You Think）
  - パリ大賞典（Imperial Monarch）

- 2013年
  - コロネーションカップ（St Nicholas Abbey）
  - クイーンアンステークス（Declaration of War）
  - インターナショナルステークス（Declaration of War）
  - 英セントレジャー（Leading Light）
  - アイリッシュ2000ギニー（Magician）
  - ドバイシーマクラシック（St Nicholas Abbey）

- 2014年
  - 英ダービー（Australia）
  - インターナショナルステークス（Australia）
  - ゴールドカップ（Leading Light）
  - フィリーズマイル（Together Forever）
  - アイリッシュダービー（Australia）
  - ヴィンセントオブライエンステークス（Gleneagles）

- 2015年
  - アイリッシュセントレジャー（Order Of St George）
  - フェニックスステークス（Air Force Blue）
  - ヴィンセントオブライエンステークス（Air Force Blue）

### 調教師時代

#### 主な勝ち鞍
- 2016年
  - モイグレアスタッドステークス（Intricately）

- 2017年
  - メルボルンカップ（Rekindling）

- 2018年
  - アイリッシュダービー（Latrobe）
  - Racing Post Novice Chase  (Le Richebourg)
  - フィリーズマイル（Iridessa）

- 2019年
  - プリティーポリーステークス（Iridessa）
  - メイトロンステークス（Iridessa）
  - ブリーダーズカップ・フィリー&メアターフ（Iridessa）